# 贝格海姆 (巴伐利亚州)
贝格海姆（德語：Bergheim，發音：[ˈbɛʁkˌhaɪm] ⓘ）是德国巴伐利亚州上巴伐利亚行政区诺伊堡-施罗本豪森县的市镇，总面积28.95平方千米，2023年12月31日总人口为1,984人。